# 秋月種恒
秋月 種恒（あきづき たねつね）は、江戸時代前期の日向高鍋藩の世嗣。官位は従五位下・出羽守。

## 略歴
3代藩主・秋月種信の長男として誕生した。母は松浦隆信の娘。
種信の世子時代に生まれ、種信が家督を継ぐと嫡男に定められた。寛文9年（1669年）、4代将軍徳川家綱に拝謁し、叙任された。しかし、寛文11年（1671年）に家督を相続することなく18歳で早世した。
代わって弟の種政が嫡男となった。